# 쇼 미 러브
쇼 미 러브(Fucking Amal, Show Me Love)는 스웨덴에서 제작된 루카스 무디슨 감독의 1998년 코미디, 드라마, 멜로/로맨스 영화이다. 라스 존슨 등이 제작에 참여하였다. 이 영화는 1998년 10월 23일 스웨덴에서 극장 개봉하였으며 1998년 칸 영화제에서 처음으로 국제적으로 초연되었다.
이 영화는 전반적으로 긍정적인 평가를 받았으며 1999년 시상식에서 4개의 굴드바게상을 받았다. 국제적인 상에는 1999년 베를린 국제 영화제의 테디상 등이 포함된다.

## 출연
- 알렉산드라 달스트룀
- 레베카 릴리에베리
- 에리카 칼슨
- Mathias Rust
- Stefan Hörberg
- Josefine Nyberg
- Ralph Carlsson
- Maria Hedborg
- Axel Widegren
- Jill Ung
- Lisa Skagerstam

## 제작진
- 공동제작: 피터 알바엑 옌센